# ارنست بلک ول
ارنست بلک ول (انگلیسی: Ernest Blackwell; ۱۹ ژوئیهٔ ۱۸۹۴ – ۱۶ اکتبر ۱۹۶۴) بازیکن فوتبال اهل بریتانیا بود.
از باشگاه‌هایی که در آن بازی کرده‌است می‌توان به باشگاه فوتبال شفیلد ونزدی، باشگاه فوتبال اسکانتورپ یونایتد، و باشگاه فوتبال شفیلد یونایتد اشاره کرد.